# 終軍
終軍（前133年—前112年），字子雲，西漢濟南历城（今屬山東省济南市历城区仲宫镇）人，漢朝政治家。

## 生平
以博聞強記、能言善辯、文筆優美聞名於郡中，十八歲被選為博士弟子，上書評論國事，漢武帝劉徹封謁者給事中，後擢升諫大夫，武帝派使者去匈奴，自請曰：“軍無横草之功，得列宿衛，食祿五年。邊境時有風塵之警，臣宜被堅執銳，當矢石，啟前行。”並曰：“臣願盡精厲氣，奉佐明使，劃吉凶於單於之前”。
漢武帝元鼎四年招募使者出使南粵(南越國)，終軍聞之，馬上求見武帝，請求出使，說道：“願受長纓，必羈南越王而致之闕下！”為「請纓報國」成語典故，被為南越相呂嘉殺害。死時年僅20歲，因其早逝之故，時人惋惜稱呼「終童」。
《漢書·嚴朱吾丘主父徐嚴終王賈傳》：終軍字子雲，濟南人也。少好學，以辯博能屬文聞於郡中。年十八，選爲博士弟子。至府受遣，太守聞其有異材，召見軍，甚奇之，與交結。軍揖太守而去，至長安上書言事。武帝異其文，拜軍爲謁者給事中。

## 延伸阅读
[在维基数据编辑]
 《漢書·卷064上》，出自班固《漢書》
 《漢書/卷064下》，出自班固《漢書》